# Лианозов, Степан Мартынович
Степан Мартынович (Мартикович) Лианозов (Лионозов) (?—1894) — российский купец и предприниматель, коммерции советник (1891), потомственный почётный гражданин (1891).

## Биография
Точные дата и место рождения неизвестны, выходец из небогатой армянской семьи, брат Георгия Мартыновича Лианозова (1835—1907). Их мать — Елизавета Лианозова занималась во Владикавказе торговлей и состояла в 1-й купеческой гильдии.
Окончил Тифлисскую торговую школу, в 1857—1859 годах участвовал в Кавказской войне.
В 1864 году приехал из Владикавказа в Астрахань, работал на солепромыслах. В 1863 году создал рыбопромышленное предприятие «Контора рыбопромышленной фирмы Лианозова», просуществовавшее до 1918 года. С 1871 года Степан Лианозов возглавлял городской Общественный банк, владел пароходом «Георгий» и 14 баржами.
В 1873 году Лианозов получил от шахского правительства Персии концессию, которая наделила его монопольным правом рыбной ловли в устьях рек, впадающих в южную часть Каспийского моря. Вместе с другими предпринимателями он арендовал персидские рыболовные воды, став пионером крупного русского рыбного производственного предприятия в Персии. Добывавшаяся на Каспии рыба и побочная рыбная продукция поставлялась на парусных шхунах в Астрахань. Имеются сведения, что Степан Мартынович имел также в Астрахани пивной завод и считался одним из лучших пивопроизводителей. Когда в марте 1894 года Степан Мартынович умер, его дело возглавил его сын Георгий, а после кончины Георгия Степановича в 1900 году предприятие  унаследовал брат Степана — Георгий Мартынович. После Октябрьской революции, в марте 1918 года, постановлением Астраханского губисполкома астраханские рыбные и соляные промыслы, принадлежавшие Лианозовым, были национализированы.
Степан Мартынович Лианозов проявил себя и в благотворительной сфере. Его усадьба и дом, построенный в 1870 году, служили приютом, в нём также работала гимназия на дому, где бесплатно обучались девочки из бедных мещанских семей (ныне здесь размещается Волго-Каспийский морской рыбопромышленный колледж). Он пожертвовал 300 тысяч рублей, на которые после его смерти был основан «Благотворительный фонд имени Степана Мартыновича Лионозова», средства которого пошли на устройство дома трудолюбия и ночлежного дома, на попечительство о бедных детях, на поддержание общества сестёр милосердия и комиссии народных чтений, а также на содержание больных в глазной больнице. Имена Степана Мартыновича и его брата Георгия присутствуют в числе членов Александровской общины сестёр милосердия «Утоли моя печали», которая находилась под покровительством Российского императора.

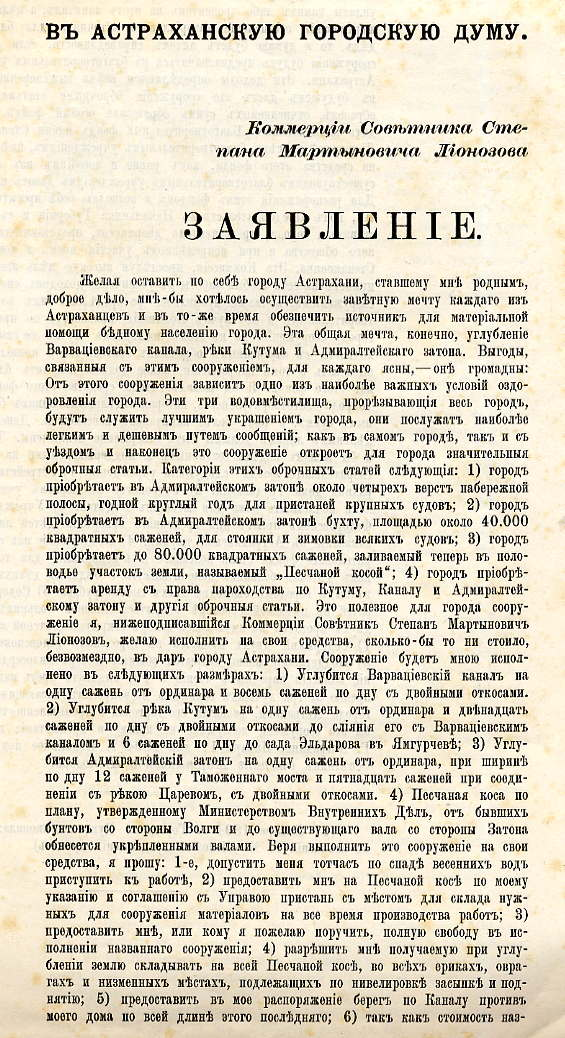
Заявление Степана Лианозова

Интересно, что, считая важным делом благоустройство водных артерий Астрахани, в 1894 году Лианозов обратился с заявлением в Астраханскую городскую Думу, в котором предлагал углубление Варвациевского канала, реки Кутум и Адмиралтейского затона; по его мнению, эти три судоходных водовместилища служили бы легким и дешёвым путем сообщения, как в самом городе, так и для связи с уездами губернии:

«…1. Город приобретает в Адмиралтейском затоне около четырех верст набережной полосы, годной круглый год для пристаней судов.
 2. Город приобретает бухту площадью 40.000 квадратных саженей для временной и зимней стоянки судов.
 3. Город приобретает 80.000 квадратных саженей заливаемой бесцельно земли, называемой теперь «Песчаной косой».
 4. Город приобретает аренду с права пароходства по Кутуму, каналу и затону и другие оброчные статьи. Сооружение здесь купален, лодочных станций и озеленение всех берегов и откосов будет радовать глаз астраханцев и приезжих людей.»
— 
По некоторым сведениям, каспийскую икру как «русский деликатес» прославили на весь мир именно Лианозовы.

## Награды
- В 1872 году был награждён золотой медалью «За полезное дело» (за поставку на льготных условиях соли с озера Баскунчак и Можарского озера терским и кубанским казакам).
- Награждён высшей наградой Персидского правительства — орденом «Льва и солнца» (за гуманное отношение к рабочим-персам).